# Ginsiana boharti
Ginsiana boharti är en stekelart som beskrevs av Gordh och Trjapitzin 1981. Ginsiana boharti ingår i släktet Ginsiana och familjen sköldlussteklar. Inga underarter finns listade i Catalogue of Life.